# Шерайзина, Роза Моисеевна
Ро́за Моисе́евна Шерайзина (род. 14 марта 1938, Мозырь) ― российский учёный-педагог, доктор педагогических наук, профессор, заведующая кафедрой начального, дошкольного образования и социального управления Новгородского государственного университета имени Ярослава Мудрого, эксперт в области педагогики и психологии Российской академии образования, председатель диссертационного совета по педагогическим наукам, Заслуженный учитель Российской Федерации, заслуженный работник Высшей школы Российской Федерации, Лауреат премии Правительства РФ в области образования за 2002 год, автор многочисленных научных исследований по образовательному менеджменту.

## Биография
Родилась 14 марта 1938 года в г. Мозыре Гомельской области Белоруской СССР. В 1957 год окончила Мозырский государственный педагогический институт. С 1957 по 1971 годы работала учителем математики, физики, а затем завучем средней школы. С 1960 года работает в Новгородской области, куда переехала с семьей. С 1971 по 1977 годы заведовала отделом народного образования Маловишерского райисполкома, после, до 1992 года, - директор Новгородского областного института усовершенствования учителей. В 1991 году защитила диссертацию на степень кандидата педагогических наук по теме «Организационно-педагогические основы повышения квалификации учителей сельских школ», а в 1994 году - на степень доктора педагогических наук «Профессиональное становление учителя сельской школы в процессе непрерывного образования (теоретико-методологический аспект)», в этом же году получила звание - профессор (первая из жительниц Новгородской области).
С 1992 года ректор Института повышения квалификации и переподготовки работников образования, затем - ректор Новгородского регионального центра развития образования.
С 1995 года - ректор Института непрерывного педагогического образования Новгородского государственного университета им. Ярослава Мудрого, председатель координационного совета по непрерывному педагогическому образованию. Является действительным членом Академии менеджмента в образовании и культуре Российской Федерации, Международной Академии наук педагогического образования.
Создала авторскую научную школу «Непрерывное педагогическое образование в территориальной образовательной системе». Под ее руководством защищено 44 кандидатских и 6 докторских диссертаций.

## Награды и звания
- Заслуженный работник высшей школы Российской Федерации
- Заслуженный учитель Российской Федерации,
- Лауреат премии Правительства РФ в области образования за 2002 год

## Научные труды
- Профессиональное становление сельского учителя
- Педагогическое образование в университете: контекстно-биографический подход
- Профессиональное образование: опыт научно-педагогической рефлексии
- Современные стратегии управления образованием: концепции и модели